# فاتيريا فلور
فاتيريا فلور (بالإنجليزية: Vateria Flower Rasbora)‏ ، (باللاتينية: Rasboroides vaterifloris) ، هي سمكة زينة من فصيلة الراسبورا موطنها سريلنكا، يصل حجمها لخمسة سم. تحتاج درجة حرارة من -28 مئوية، وحموضة من 6.0-6.5.